# Mustin (Schiff, 1939)
Die USS Mustin (Kennung: DD-413) war ein US-amerikanischer Zerstörer der Sims-Klasse zur Zeit des Zweiten Weltkrieges.

## Geschichte
Die Kiellegung war am 20. Dezember 1937 bei Newport News Shipbuilding. Der Stapellauf fand 8. Dezember 1938 statt und die Indienststellung schließlich am 15. September 1939.
Sie war zusammen mit ihren Schwesterschiffen Morris und Hammann an der Schlacht um Midway beteiligt und im Trägerverband der Yorktown und der Lexington tätig. In der Schlacht bei den Santa-Cruz-Inseln im Oktober 1942 war sie Teil der Eskorte der Hornet, die von ihr mit Torpedos versenkt werden musste, nachdem der Träger zuvor von japanischen Flugzeugen schwer beschädigt worden war.
In den Monaten danach war das Schiff zunächst um Guadalcanal, dann bei den Aleuten eingesetzt. Es folgten Einsätze bei der Eroberung der Marshallinseln bei der Operation Catchpole sowie als Teil der Sicherung von Trägerkampfgruppen bei der Rückeroberung Neuguineas. Nachdem die Mustin bei den verschiedenen Landungsoperationen in den Philippinen hauptsächlich Konvois eskortiert hatte, deckte sie im April 1945 zusammen mit den Zerstörern USS Russel, Morris und vielen anderen Marineeinheiten die Landungen auf Okinawa.
Sie wurde im Juli 1946 den Atombombentests in der Lagune des Bikini-Atolls ausgesetzt, überstand dies aber. Letztlich wurde sie wenig später (Ende August 1946) außer Dienst gestellt und am 18. April 1948 durch Artilleriefeuer als Zielschiff bei Kwajalein versenkt.